# Upartowo
Upartowo – wieś sołecka w Polsce położona w województwie wielkopolskim, w powiecie międzychodzkim, w gminie Kwilcz, przy drodze wojewódzkiej nr 186.
W okresie Wielkiego Księstwa Poznańskiego (1815-1848) miejscowość należała do wsi mniejszych w ówczesnym pruskim powiecie Międzyrzecz w rejencji poznańskiej. Upartowo należało do okręgu kwileckiego tego powiatu i stanowiło część majątku Kwilcz, którego właścicielem był wówczas Arseni Kwilecki. Według spisu urzędowego z 1837 roku wieś liczyła 62 mieszkańców, którzy zamieszkiwali 5 dymów (domostw).
W latach 1975–1998 miejscowość administracyjnie należała do województwa poznańskiego.